# Јеловице (Мајшперк)
Јеловице (словен. Jelovice) су насељено место у општини Мајшперк, Подравска регија, Словенија.

## Историја
До територијалне реорганизације у Словенији биле су у саставу старе општине Птуј.

## Становништво
У попису становништва из 2011. године, Јеловице су имале 70 становника.
| Број становника према пописима | Број становника према пописима | Број становника према пописима |
| ------------------------------ | ------------------------------ | ------------------------------ |
| 1991                           | 2002                           | 2011                           |
| 80                             | 68                             | 70                             |

Напомена: До 1955. исказивано под именом Свети Болфенк в Халозах.